# محمد بن يوسف الأخيضر
محمد بن يوسف الأخيضر أمير ومؤسس  الدولة الاخضيرية بإقليم اليمامة  في القرن الثالث هجري.

## حياته

### نسبه
- هو محمد بن يوسف بن إبراهيم بن موسى بن عبد الله بن الحسن بن الحسن بن علي بن أبي طالب الهاشمي القرشي.[3][4]

### أبناؤه
كان لمحمد بن يوسف أربعة من الأبناء وهم :يوسف ,عبد الله ,إبراهيم ,محمد.

## حكمه
قدم إلى اليمامة في إقليم نجد من المدينة المنورة سنة 252 هـ (866 م) بعد فشل ثورة أخيه الأصغر إسماعيل السفاك بن يوسف الأخيضر ضد العباسيين في تهامة وحملاته على مكة و جدة فأقام الدولة الأخيضرية في الخضرمة المسماة اليوم محافظة الخرج، جنوب شرق الرياض وقد دامت دولته في بعض مدن نجد مثل الحريق المفيجر ودامت حوالي ثلاثه قرون.